# The Crying Light
The Crying Light är ett musikalbum av gruppen Antony and the Johnsons, släppt 2009.

## Låtlista
All musik är skriven av Anohni (utan spår 1, skriven av Antony & Nicky Hegarty och spår 3, skriven av Antony Hegarty & Barry Reynolds).
1. "Her Eyes Are Underneath the Ground" – 4:24
2. "Epilepsy Is Dancing" – 2:42
3. "One Dove" – 5:34
4. "Kiss My Name" – 2:48
5. "The Crying Light" – 3:18
6. "Another World" – 4:00
7. "Daylight and the Sun" – 6:20
8. "Aeon" – 4:35
9. "Dust and Water" – 2:50
10. '"Everglade'" – 2:58